# Christopher Treiblmayr
Christopher Treiblmayr (* 1975 in Ried im Innkreis) ist ein österreichischer Historiker und Geschlechterforscher.

## Leben und Werk
Treiblmayr studierte Geschichte und Deutsche Philologie (einschließlich der Lehramtsfächer), Publizistik- und Kommunikationswissenschaft, Philosophie, Psychologie und Theaterwissenschaft an den Universitäten Wien und Salzburg, an der Technischen Universität Berlin, der University of London sowie an der University of California, Berkeley. Er hat an der Universität Wien drei Magisterstudien abgeschlossen und 2009 bei Wolfgang Schmale und Christa Ehrmann-Hämmerle mit einer historischen Arbeit über Männlichkeitskonstruktionen im deutschen Kino der 1990er Jahre promoviert. Die 2015 in einer überarbeiteten und erweiterten Fassung erschienene „Pionierstudie“ zeigte eine historisch neue Sichtbarkeit männlicher Homosexualität im Kino des ausgehenden 20. Jahrhunderts.
2008 bis 2015 war Treiblmayr wissenschaftlicher Mitarbeiter und Universitätsassistent für Geschichte der Neuzeit am Institut für Geschichte der Universität Wien. Von 2012 bis 2015 gehörte er der Redaktion der feministischen Fachzeitschrift L’Homme an. Gemeinsam mit Vera Karin Cerha und Schülern des Wiener Gymnasiums Kandlgasse hat er erstmals die Schicksale der nach dem „Anschluss Österreichs“ 1938 von der Schule vertriebenen jüdischen Schüler aufgearbeitet, unter ihnen Georg Kreisler. Zudem ist er Mitverfasser der Schulbuchreihe Weltgeschehen für Geschichte und Politische Bildung. Seit 2015 leitet er Forschungsprojekte bei QWIEN – Zentrum für queere Geschichte, darunter eines zur „Dekonstruktion stereotyper Sexualitäts- und Männlichkeitsbilder des Orients in Deutschland und Österreich (1850 bis 2016)“. 2018 bis 2020 war er der Leiter der Aufarbeitung des Archivs der Österreichischen Liga für Menschenrechte.
Treiblmayr forscht und lehrt an der Universität Wien, an der Central European University Vienna (Socrates Project) sowie den Universitäten Salzburg und Klagenfurt. Zu seinen Schwerpunkten in Forschung und Lehre zählen inter- und transdisziplinäre Gender und Queer Studies, Gender und Film, Geschlechtergeschichte, Zeitgeschichte, Geschichte der Menschenrechte und der Zivilgesellschaft, Orientalismusforschung und Geschichtsdidaktik.

## Auszeichnungen und Stipendien (Auswahl)
- 2002–2004: DOC-Stipendium der Österreichischen Akademie der Wissenschaften
- 2005–2006: Stipendium (Junior Fellow) am Internationalen Forschungszentrum Kulturwissenschaften Wien
- 2015: Forschungsstipendium der Stadt Wien
- 2015: Förderungspreis der Stadt Wien in der Sparte Geisteswissenschaft
- 2024: Fernand Braudel Senior Fellow am Department of History des European University Institute, Florenz

## Veröffentlichungen (Auswahl)
- (mit Ernst Bruckmüller, Christa Donnermair, Friedrich Öhl, Veronika Mandorfer, Verena Kleinberger, Georg Cavallar, Christoph Johann Buder) Weltgeschehen. Geschichte und Politische Bildung. Lehrwerk für den Unterrichtsgebrauch an Allgemeinbildenden höheren Schulen, Bildungsanstalten für Elementarpädagogik und Bildungsanstalten für Sozialpädagogik im Unterrichtsgegenstand Geschichte und Sozialkunde / Politische Bildung, 4 Bände und Lehrer/innenbegleithefte. Hölder-Pichler-Tempsky, Wien 2020/21, ISBN 978-3-230-04611-6, ISBN 978-3-230-04860-8, ISBN 978-3-230-04612-3, ISBN 978-3-230-04613-0.
- (mit Manuela Bauer, Andreas Brunner, Hannes Sulzenbacher) „Warme“ vor Gericht. Zu Selbst- und Fremdbildern homosexueller Männer in der Zeit des Nationalsozialismus in Österreich. In: Österreichische Zeitschrift für Geschichtswissenschaften 29/2018/2, hg. von Elisa Heinrich und Johann Karl Kirchknopf, ISBN 978-3-7065-5683-5, S. 86–110.
- (hrsg. mit Wolfgang Schmale) Human Rights Leagues in Europe (1898–2016) (= Historische Mitteilungen – Beihefte. Bd. 98). Steiner, Stuttgart 2017, ISBN 978-3-515-11627-5.
- Irreversible Errungenschaften? Zum gay boom im deutschen Kino der 1990er Jahre. In: Invertito. Jahrbuch für die Geschichte der Homosexualitäten. Jg. 18, 2016, S. 104–137.
- „... mit dem heutigen Begriffe der Menschenrechte unvereinbar“. Zum Engagement der Österreichischen Liga für Menschenrechte für Homosexuelle. In: Mitteilungen der Magnus-Hirschfeld-Gesellschaft. Heft 55/56, Dezember 2016, ISSN 0933-5811, S. 50–65.
- Von Maria Theresia zu Conchita. Staatliche und gesellschaftliche Vorgaben für legitimen Sex. In: Andreas Brunner, Frauke Kreutler, Michaela Lindinger, Gerhard Milchram, Martina Nußbaumer, Hannes Sulzenbacher (Hrsg.): Sex in Wien. Lust. Kontrolle. Ungehorsam (= Katalog zur Ausstellung im Wien Museum 15. September 2016 bis 15. Jänner 2017). Metro, Wien 2016, ISBN 9783993002763, S. 82–89.
- “The Einstein of Sex”. Cinematic Experience, Homosexual Liberation Movements and Contrasting Notions of “Gay Visibility” in Germany. In: Historische Mitteilungen. Bd. 28, 2016, ISBN 978-3-515-11396-0, S. 163–193.
- Bewegte Männer. Männlichkeit und männliche Homosexualität im deutschen Kino der 1990er Jahre (= L'Homme Schriften. Band 19). Böhlau, Köln/Weimar/Wien 2015, ISBN 978-3-412-20656-7.
- (hrsg. mit Vera Karin Cerha) Weggewiesen 1938. Vom Gestern ins Heute geholte Schicksale jüdischer SchülerInnen am Realgymnasium Wien 7. Löcker, Wien 2010, ISBN 978-3-85409-525-5.
- Zivilgesellschaft. In: Friedrich Jaeger (Hrsg.): Enzyklopädie der Neuzeit, Bd. 15, Metzler, Stuttgart/Weimar 2012, Sp. 505–511. Englisch: Civil Society. In: Graeme Dunphy, Andrew Gow (Hrsg.): Encyclopaedia of Early Modern History Online. 2015, doi:10.1163/2352-0272_emho_COM_030807.
- Männerbunde und Schwulenbewegung im 20. Jahrhundert. In: EGO – Europäische Geschichte Online, hg. vom Institut für Europäische Geschichte (IEG), Mainz 3. Dezember 2010.